# Danbury (Iowa)
Pour les articles homonymes, voir Danbury.
Danbury est une ville, du comté de Woodbury en Iowa, aux États-Unis. Elle est incorporée le 1er octobre 1881.

## Source de la traduction
- (en) Cet article est partiellement ou en totalité issu de l’article de Wikipédia en anglais intitulé « Danbury, Iowa » (voir la liste des auteurs).